# Amara emancipata
Amara emancipata är en skalbaggsart som beskrevs av Carl Hildebrand Lindroth. Amara emancipata ingår i släktet Amara och familjen jordlöpare. Inga underarter finns listade i Catalogue of Life.